# Андреј Палеолог
Андреј Палеолог (Грчки: Ἀνδρέας Παλαιολόγος; 17. јануар 1453 – јун 1502) био је најстарији син Томе Палеолога, деспота Мореје. Деспот Тома је био брат цара Константина XI Палеолога, последњег византијског цара. Након очеве смрти 1465. године, Андреја је признат за титуларног деспота Мореје, а од 1483. године па надаље, полагао је право и на титулу „цара Цариграда“ (Латински: Imperator Constantinopolitanus).
Након пада Цариграда 1453. године и касније османске инвазије на Мореју 1460. године, Андрејев отац је са породицом побегао на Крф. Након Томине смрти 1465. године, тада дванаестогодишњи Андреј се преселио у Рим и, као најстарији синовац цара Константина XI, постао је глава породице Палеолога и главни претендент на древни царски престо. Андрејову каснију употребу царске титуле, коју његов отац никада није користио, подржале су неке од византијских избеглица које су живеле у Италији и он се надао да ће једног дана обновити царство својих предака. Андреј се оженио Римљанком по имену Катерина. Иако неки примарни извори алудирају на могућност да је имао децу, нема конкретних доказа да је Андрј имао потомке.
Како се његов боравак у Риму продужио, Андреј је све више западао у сиромаштво. Иако историчари често криве његову сиромашну ситуацију за наводно екстравагантан и неодговоран начин живота, вероватније објашњење је да су новчане надокнаде и финансирање које му је пружало папство редовно смањивани. Андреј је неколико пута путовао по Европи тражећи владара који би му могао помоћи у поновном заузимању Цариграда, али је добио мало подршке. Османски султан Мехмед II, који је освојио Цариград 1453. године, умро је 1481. године, а његова два сина принц Џем и принц Бајазит водили су грађански рат око тога ко ће га наследити. Видевши своју прилику, Андреј је покушао да организује експедицију у јужној Италији током лета 1481. године како би прешао Јадранско море и обновио Византијско царство. Експедиција је отказана у јесен након што је султан Бајазит II успешно стабилизовао своју власт. Иако је Андреј током целог живота одржавао наду да ће повратити барем Мореју, никада се није вратио у Грчку.
Очајнички тражећи новац, Андреј је 1494. године продао своја права на византијску круну краљу Шарлу VIII од Француске, који је покушао да организује крсташки рат против Османлија. Продаја је била условљена тиме да краљ Шарл VIII, за кога се Андреј надао да ће искористити као заговорника против Османлија, освоји Мореју и додели је Андреју. Када је краљ Шарло VIII умро 1498. године, Андреј је поново полагао право на царске титуле, користећи их до своје смрти. Умро је у сиромаштву у Риму 1502. године и сахрањен је у базилици Светог Петра. У свом тестаменту, доделио је своје титуле краљу Фернанду II од Арагона и краљици Изабели I од Кастиље, али их нису није користили.

## Позадина
Породица Палеолога била је последња царска династија Византијског царства и једна од најдужих владајућих династија царства, владајући царством од 1259/1261. до његовог пада 1453. године. До XV века, цареви Палеолози владали су распадајућим и опадајућим царством. Током XIV века, Османлијски Турци су освојили огромне делове територија и до почетка XV века владали су великим делом Анадолије, Бугарске, централне Грчке, Србије, Македоније и Тесалије. Византијско царство, које се некада простирало широм источног Медитерана, мање-више је сведено на царску престоницу Константинопољ, Пелопонез и неколико острва у Егејском мору, и било је приморано да плаћа данак Османлијама.
Како се царство смањивало, цареви су дошли до закључка да је једини начин да осигурају да њихова преостала територија остане нетакнута био да доделе део својих поседа својим синовима или браћи, који су добили титулу деспота, као апанаже за одбрану и управљање. Године 1428, Андрејев отац, Тома Палеолог, именован је за деспота Мореје, управљајући просперитетном провинцијом која је чинила делове Пелопонеза под византијском контролом заједно са својом старијом браћом деспотом Теодором II и деспотом Константином (који ће касније постати цар Константин XI, последњи цар). Браћа су радила на обнављању византијске контроле над целим полуострвом. Године 1432, деспот Тома је уништио Кнежевину Ахају, основану након Четвртог крсташког рата, наследивши је браком са кнегињом Катарином Закаријом, ћерком кнеза Центуриона II Закарије, последњег кнеза Ахаје. Током владавине деспота Константина, деспота Теодора II и деспота Томе, византијска власт је враћена над целом Морејом, осим раштрканих градова и лучких градова под влашћу Млетачке републике, такође остатака из Четвртог крсташког рата.
Како се њихово царство распадало, православни цареви Палеолози су водили политику покушаја да обезбеде војну помоћ од католичке Европе. Од средине XIV века, византијски цареви су се окренули Западној Европи и папству у нади да ће обезбедити помоћ како би спасили своје царство од Османлија. Инспирисани списима западно оријентисаних интелектуалаца као што су Димитрије Кидон и Манојло Хрисолора, цареви Палеолози су веровали да ће, ако само убеде папе у своје одсуство јереси, папство послати велике западне војске да им помогну. Ово уверење је инспирисало Андрејиног прадеду цара Јована V Палеолога да отпутује у Рим и лично се потчини папи 1369. године, а његовог стрица цара Јована VIII Палеолога да присуствује Сабору у Фиренци 1438–1439. године, где је проглашена унија цркава. Унија цркава није била популарна у Византијском царству, где је становништво сматрало да је то издаја њихове вере и погледа на свет, и никада није у потпуности спроведена. Наследник цара Јована VIII и други Андрејев стриц цар Константин XI послао је очајничке апеле за помоћ папи 1452. године када су се Османлије приближавале Цариграду.

## Биографија

### Младост
Цар Константин XI Палеолог, последњи византијски цар, погинуо је бранећи Цариград од Османлија 29. маја 1453. године. Андреј је рођен само четири месеца раније, 17. јануара 1453. године, као најстарији син деспота Томе Палеолога и деспине Катарине Закарије. Након османског освајања Цариграда, Андрејева породица је наставила да живи у Мореји као вазали османског султана Мехмеда II. Међутим, сталне препирке између деспота Томе, који је покушавао да окупи подршку за обнову Византијског царства, и његовог старијег брата деспота Димитрија II, који је стао на страну Османлија, довеле су до султанове инвазије на Мореју 1460. године; деспот Тома и његова породица су побегли на Крф. Деспот Тома је потом напустио остатак породице и отишао у Рим, где га је дочекао и финансијски подржао папа Пије II. Деспот Тома је одржавао наду да ће једног дана повратити своје земље и када су се вршиле припреме за крсташки рат 1462. године, који се никада није догодио, деспот Тома је лично јахао по Италији како би прикупио подршку.
Деспина Катарина Закарија је умрла у августу 1462. године, али је тек у пролеће 1465. године деспот Тома позвао децу у Рим. Андреј, његов млађи брат Манојло и њихова сестра Зое, у пратњи свог старатеља и неких прогнаних византијских племића, стигли су у Анкону, али никада нису видели свог оца, који је умро 12. маја.
Андреј је тада имао 12 година, а Манојло 10. Зојине године нису познате, али је била најстарија од њих троје. Деца су отишла у Рим, где су поверена кардиналу Висариону, који је такође побегао из Византијског царства пре много година. Кардинал Висарион је био један од ретких византијских свештеника који је подржао уједињење цркава. Обезбедио је образовање деци и био је идејни творац Зојиног брака са великим кнезом Иваном III од Москве, који је договорен у јуну 1472. године. Андреј је наставио да борави у Риму уз сагласност папе Павла II, који га је признао као наследника Томе и деспота Мореје. Андреј је прешао у Римокатоличку веру.
У почетку, Андрејев печат је носио двоглавог орла палеолошких царева и титулу „Божјом милошћу, деспот Римљана“ (латински: Dei gratia despotes Romeorum). Можда као одговор на осећај да не добија поштовање које му дугује, Андреј је на крају почео да се назива „цар Цариграда“ (латински: Imperator Constantinopolitanus), титулу коју његов отац никада није користио. Прва забележена употреба те титуле била је 13. априла 1483. године, када је издао хрисовуљу шпанском племићу Педру Манрикеу, грофу од Осорна, којом је овластио њега и његове потомке да носе грбове палеолошких царева, да стварају палатинске грофове и да натурализују своје ванбрачне потомке. Иако се ова титула разликовала од традиционалне титуле коју су користили византијски цареви („Цар и аутократа Римљана“), то је била традиционална ознака коју су за византијске цареве користили западни Европљани, посебно папство. Иако Џонатан Харис верује да је Андрејево одрастање у Риму могло да га остави несвесним да се његова титула разликује од верзије коју су заправо користили византијски цареви, Андреј јесте преносио своју царску титулу као стандардну византијску верзију у оним приликама када ју је преносио на грчком.
Иако наследно сукцесија никада није званично коришћена у Византијском царству, Андреја су неки од његових савременика признали за законитог наследника, а најзначајнији је био кардинал Висарион. Један од саветника деспота Томе Палеолога из Патраса, Георгије Сфранцес, посетио је Андреја 1466. године и признао га као „наследника династије Палеолога“ и његовог законитог владара. Поред његових тежњи да обнови своје царство, Андрејева претензија да је цар углавном се изражавала кроз инсистирање на разним почастима, као што је инсистирање да му се дозволи да носи исту врсту свеће као кардинали током процесије у Сикстинској капели 1486. године.

### Финансијски проблеми
Финансијски проблеми који ће трајати током целог Андрејевог живота почели су убрзо након што је кардинал Висарион умро 1472. године. До 1475. године, у 22. години живота, деспот Андреј је почео да нуди на продају своја права на царске престоле и Цариграда и Трапезунта (Трапезунтско царство је била византијска држава наследница која је трајала до 1461. године), пишући писма неколико владара, укључујући краља Напуља (Фердинанда I) и могуће војводу од Милана (Галеацо Марија Сфорца) и војводу од Бургундије (Карло). Пишући многим различитим владарима, деспот Андреј је вероватно тражио најбољег понуђача. Андрејов млађи брат Манојло такође је запао у финансијске тешкоће, али није имао титуле за продају јер је био други у реду. Уместо тога, Манојло је напустио Рим да би путовао по Европи, тражећи да ступи у службу владара у неком војном својству. Не добивши задовољавајуће понуде, Манојло је изненадио све у Риму отпутовавши у Цариград у пролеће 1476. године и представивши се султану Мехмеду II, који га је љубазно примио и обезбедио му великодушну пензију до краја живота.
Порекло финансијских тешкоћа које су деспот Андреј и Манојло доживели вероватно лежи у смањењу пензије коју им је исплаћивало папство. Износ који је првобитно исплаћиван њиховом оцу деспоту Томи био је 300 дуката месечно, уз додатних 200 месечно од кардинала. Томин дворјанин, Георгије Сфранцес, жалио се да је то једва довољно, јер деспот Тома не само да је морао да издржава себе, већ и своје домаћинство. Иако су деспот Андреј и Манојло у почетку добили исту пензију, новац је требало да се дели међу њима, а кардинали су престали да исплаћују додатни новац, што је значило да су браћа у ствари добијала само по 150 дуката месечно, уместо 500 колико је исплаћивано њиховом оцу.
Ситуација се брзо погоршала након Висарионове смрти. Током прва три месеца 1473. године, два брата су примала само 690 дуката (уместо тачних 900). Када је Манојло напустио Рим 1474. године, папа Сикст IV је искористио Манојлово одсуство као изговор да преполови пуну пензију, исплаћујући деспоту Андреју 150 дуката месечно уместо 300. Овај аранжман се наставио чак и током Манојловог кратког повратка у град 1475. године. Од касних 1470-их па надаље, пензија је често смањивана. Иако је деспот Андреј примио 150 дуката у јуну 1478. године, примао је само 104 у новембру и неколико месеци након тога због „многих ратова“ са којима се суочило папство. Године 1488. и 1489. Андреју је исплаћивано 100 дуката сваког месеца, иако је стварна исплата често падала испод тога. Након ступања папе Александра VI на престо у августу 1492. године, пензија је смањена на само 50 дуката месечно.
Андрејеву финансијску ситуацију није побољшала чињеница да је морао да издржава и своју пратњу. Иако су неки чланови очевог домаћинства вероватно путовали са његовом сестром Зојом у Москву, они који су остали у Риму, попут Димитрија Раула Кавакеса (који је представљао деспота Андреја и Манојла на Зојином венчању), Манојла Палеолога (није иста особа као његов брат), Георгија Пагумена и Михаила Аристобула, вероватно су били део Андрејевог домаћинства. Током његовог каснијег живота, стање Андрејевог домаћинства се погоршавало, и он је постајао све неспособнији да издржава своју пратњу. До 1480-их, папство је постало нови покровитељ неких од његових претпостављених пратилаца, као што су Теодор Цамблакон „из Цариграда“, Катарина Цамблакониса, Еуфразина Палеолог, Томасина Кантакузин и неколико Грка описаних као „де Мореја“, укључујући човека по имену Константин, и две жене Теодорину и Мегалију.
Током времена проведеног у Риму, већег дела свог одраслог живота, деспот Андреј је живео у кући на Кампо Марцио коју му је доделио папа Сикст IV у време Зојине удаје. Његова кућа се вероватно налазила поред локалне цркве Сант Андреа. Током свог боравка у Риму, Андреј се оженио Катерином, женом из града. Тражећи финансијску помоћ, деспот Андреј је 1480. године отпутовао у Русију, посећујући своју сестру Зоју (сада велику кнегињу Софија) да би просио новац. Велика кнегиња Софија ће се касније жалити да јој више није остало накита јер их је све дала свом брату. На повратку у Рим, деспот Андреј и његови пратиоци су се зауставили у Мантови, где су добили смештај и храну од маркиза (Федерика I Гонзаге) након што је војвода од Фераре (Ерколе I д'Есте) указао маркизу да је Андреј у далеком сродству са италијанском кућом Малатеста и да је у великим финансијским проблемима.

### Покушај експедиције против Османлија
Као и његов отац деспот Тома, Андреј се активно укључио у планове за обнову Византијског царства. Убрзо након повратка из Русије, крајем лета 1481. године, деспот Андреј је планирао да организује експедицију против Османлија. У то време, османска контрола над Морејом била је несигурна; у недавном Османско-млетачком рату, многе битке су се одиграле на полуострву. Андреј је отпутовао у јужну Италију, очигледну тачку окупљања за напад преко Грчке, и био је у Фођи у октобру са неколико својих блиских сапутника, укључујући горепоменутих Манојла Палеолога, Ђорђа Пагумена и Михаила Аристобула. У Фођи, Андреј је добио финансијску помоћ од Фердинанда I, краља Напуља. Да би се припремио, деспот Андреј је ангажовао неколико плаћеника, укључујући Крокодеила Кладаса, грчког војника који је предводио неуспешан устанак у Мореји против Османлија 1480. године. Кладас би био драгоцен водич да се деспот Андреј успешно искрцао у Грчкој. Дана 15. септембра 1481. године, папа Сикст IV је писао бискупима у Италији да учине „све што је у њиховој моћи“ како би помогли деспоту Андреју да пређе Јадранско море. Упркос својим плановима и припремама, деспот Андреј никада није отпловио за Грчку, већ је уместо тога провео октобар и новембар 1481. године, у Бриндизију са својим блиским пратиоцима и краљем Фердинандом I.
Постојали су добри разлози за отказивање експедиције. Првобитно, 1481. година је изгледала као добро време за напад, јер су Османлије недавно претрпеле низ неуспеха. У августу 1480. године, одбијени су са великим губицима у опсади Родоса, а након смрти султана Мехмеда II 3. маја уследио је грађански рат између његових синова Џема и Бајазита око тога ко ће преузети власт. Деспот Андреј се можда надао да ће учествовати у контранападу против Османлија које је предводио краљ Фердинанд I (кога су у то време Османлије нападале код Отранта). До октобра, ситуација је постала неповољна: султан Бајазит II се учврстио на власти као султан, а главна хришћанска краљевства Западне Европе била су превише разједињена да би се придружила и ратовала против Османлија. Још критичније, Андрејеви напори нису били довољно финансирани. Историчари, пратећи дела савременог писца Ђерардија да Волтере, тврде да је папа Сикст IV дао деспоту Андреју 3000 дуката за финансирање експедиције. Иако је износ исплаћен деспоту Андреју у септембру 1481. године, нема доказа који би указивали на то да је то било за рат у Грчкој. Енглески историчар Џонатан Харис сматра да је вероватније да је новац био једноставно аванс за његова путовања по јужној Италији, јер није покривао никакве додатне трошкове осим редовних издатака деспота Андреја и његовог домаћинства.
Још један разлог зашто експедиција никада није кренула могао је бити невољност Млетачке републике да помогне деспоту Андреју. Андрејове мале снаге вероватно не би биле способне да пређу Јадранско море без помоћи Венеције, али Венеција није била вољна да се мање-више сама бори против Османлија. Штавише, Сињорија (врховно управно тело) Венеције је недавно потписала споразум са Османлијама и није одобрила никакве текуће антиосманске активности. Андреј је направио бар још један покушај да поврати Мореју, умешавши се у заверу 1485. године да се од Млечана отме Монемвасија.

### Путовања и продаја царске титуле
Деспот Андреј је напустио Рим да би поново отпутовао у Москву 1490. године, у пратњи московских амбасадора у Риму, грчке браће Димитрија и Манојла Раул. Међутим, када се деспот Андреј вратио у Москву, више није био добродошао, већ је уместо тога изабрао да отпутује у Француску, где га је великодушно примио краљ Шарло VIII, који је платио све његове путне трошкове након што му је Андреј поклонио белог сокола. Деспот Андреј је боравио са краљем у Лавалу и Туру од октобра до децембра 1491. године и добио је додатни новац, у износу од 350 ливри, пре него што се вратио у Рим. Према хроничару Герардију да Волтера, деспот Андреј и краљ Шарло VIII су провели много времена разговарајући о могућности крсташког рата против Османлија. Године 1492, деспот Андреј је био у Енглеској, где краљ Хенри VII није био тако гостољубив као краљ Шарло VIII, наложивши свом благајнику, лорду Динаму, да плати деспоту Андреју износ који сматра прикладним, а затим му омогући безбедан излазак из земље. Андрејево европско путовање у потрази за помоћи за његов циљ било је слично оном које је предузео његов деда, цар Манојло II Палеолог, који је путовао Европом од 1399. до 1402. године у нади да ће обезбедити помоћ против Османлија.
Током 1490-их, француски краљ Шарло VIII активно је планирао крсташки рат против Османлија, али је такође био укључен у борбу за стицање контроле над Напуљским краљевством у јужној Италији. Француски кардинал Рејмон Перауди био је страствено посвећен Шарловим крсташким плановима и био је против његовог мешања у италијанску политику, верујући да би рат против Напуља био фатална дистракција од напада на Османлије. Француски војници су већ марширали у северну Италију на путу ка Напуљу када је Перауди, надајући се да ће их преусмерити на исток пре сукоба са Напуљем, почео да смишља план (очигледно без краљевог знања) да краљу Шарлу VIII да формално право на византијски престо.
Преговарајући са деспотом Андрејем, Перауди је обезбедио да, у замену за Андрејево одустајање од својих титула на царским престолима Цариграда и Трапезунта и Српске деспотовине, Андреј прима 4300 дуката годишње (скоро 360 дуката месечно), од чега ће 2000 дуката бити исплаћено одмах када абдикација буде ратификована. Поред тога, деспоту Андреју је обећана лична гарда од стотину коњаника, коју ће издржавати краљ Шарло VIII, и обећана му је земља или у Италији или на неком другом месту, која ће поред његове пензије генерисати годишњи приход од 5000 дуката. Штавише, краљ Шарло VIII је требало да користи своје војне и поморске снаге да поврати Морејску деспотовину за деспота Андреја. У замену за поседе својих предака (када буде враћен у Мореју), Андрејев феудални порез краљу Шарлу VIII састојао би се од једног белог коња за седло сваке године. Краљ Шарло VIII је такође требало да искористи свој утицај на папу да повећа Андрејеву папску пензију на првобитни износ од 1800 дуката годишње (150 месечно). Пренос Андрејевих титула требало је да се сматра легалним осим ако га краљ Шарло VIII не одбије пре Дана свих светих следеће године (1. новембра 1495).
Иако је већи део онога што је деспот Андреj требало да обезбеди споразумом био финансијске природе, споразум није био неодговорно одустајање искључиво ради олакшавања Андрејеве финансијске ситуације. Деспот Андреj је експлицитно задржао за себе титулу деспота Мореје и натерао је краља Шарла VIII да обећа да ће деспоту Андреју доделити Мореју ако победи Османлије. У суштини, деспот Андреј се надао да ће искористити краља Шарла VIII као доминантног шампиона против Османлија, баш као што је желео да искористи краља Фердинанда I Напуљског тринаест година раније.
Документе о Андрејевој абдикацији припремили су Франческо де Шрактен из Фиренце, папски и царски нотар, и Камило Бенинбене, такође нотар и доктор канонског и грађанског права, 6. новембра 1494. године, у цркви Сан Пјетро ин Монторио, а поред деспота Андреја и Пераудија, догађају је присуствовало пет свештеника. Иако краљ Шарло VIII можда још увек није био свестан да су му титуле додељене у новембру, папа Александар VI је вероватно био веома свестан јер је он обезбедио деспота Андреја, а Перауди је био кардинал. План је био савршен за папу Александра VI, који се, попут Пераудија, надао да су француске војске које марширају кроз Италију намењене да буду коришћене против Османлија у одбрани хришћанства, а не против Напуља. Ако би Свети римски цар, Максимилијан I, требало да се успротиви изненадном присуству још једног цара у Западној Европи, папа би једноставно могао да истакне да Андрејеву абдикацију није папски одобрио и да су они који су надгледали догађај деловали неправилно на сопствену иницијативу. Гласине, а на крају и вести о догађају, коначно су стигле до цара Максимилијана I, који се жалио да би, за добробит хришћанства, само цар Светог римског царства требало да носи царску титулу.
Краљ Шарло VIII је на крају прихватио услове Андрејеве абдикације, али није одустао од Напуља. Иако је већ током боравка у Астију у северној Италији разматрао проглашење крсташког рата, одлучио је да ће се упутити на исток тек након што освоји Напуљ, према речима самог краља Шарла VIII, углавном због повећаног броја могућих планова напада ако би Напуљ био под његовом контролом. Шарлова италијанска кампања изазвала је извесну забринутост у Цариграду, а султан Бајазит II је почео да гради своју одбрану, градећи нове бродове и артиљерију и преусмеравајући своје војне снаге на одбрамбене положаје широм Грчке и земаља око Цариграда.
Шарлови напори су одложени јер се краљ Шарло VIII уплео у сукоб са папством и државама широм Италије. Ипак, 27. јануара 1495. године, обезбедио је посед Џем Султана, Бајазитовог брата и ривалског претендента на османски престо, који је раније био у папском заточеништву. 22. фебруара, краљ Шарло VIII је тријумфално ушао у Напуљ. Савремени историчари су подељени око тога да ли је краљ Шарло VIII крунисан за цара Цариграда у Напуљу. Према Кенету Сетону, који је писао 1978. године, папа Александар VI је понудио краљу Шарлу VIII да га лично крунише за цара, али је краљ Шарло VIII одбио, више волећи да освоји територије бившег источног царства пре него што буде формално крунисан за цара. Према Ливијуу Пилату и Овидијуу Кристи, који су писали 2017. године, краљ Шарло VIII је крунисан и за цара Цариграда и за краља Јерусалима у Напуљу.
Три дана након уласка у Напуљ, краљ Шарло VIII се суочио са значајним губитком смрћу султана Џема. Планови крсташких ратова често су се вртели око улоге коју је принц Џем требало да игра. Иако је његова војска још увек била нетакнута, Џемова смрт, у комбинацији са формирањем лиге против краља Шарла VIII, довела је до постепеног напуштања планова крсташких ратова.
Наде у француску инвазију на Османско царство завршиле су се када је краљ Шарло VIII умро 1498. године. У међувремену, краљ Шарло VIII се побринуо да издржава „нашег великог пријатеља“ (латински: magnus amicus noster) Андреја и 14. маја 1495. доделио му је годишњу пензију од 1200 дуката. Андреј је поново полагао право на своје царске титуле након 1498. године. Пошто услови његове абдикације краљу Шарлу VIII (посебно добијање Мореје) никада нису били испуњени, абдикација се могла сматрати неважећом. Црквени званичници су признали враћање титула Андреју, а записи о људима присутним на црквеним службама после 1498. године додељују му не само титулу despotus Peloponensis („деспот Пелопонеза“), већ и Imperator Grecorum („цар Грка“) или Imperator Constantinopolitanus.
Француски краљеви после краља Шарла VIII – краљ Луј XII, краљ Франсоа I, краљ Анри II и краљ Франсоа II – такође су наставили да користе царске титуле и почасти. Као и његов претходник краљ Шарло VIII, краљ Луј XII је такође извршио инвазију на Италију, као део Другог италијанског рата (1499–1504), и током тог времена се представљао као потенцијални крсташ који се наводно упутио ка Цариграду и Јерусалиму. Лик краљ Луја XII на његовом гробу носи царску круну, а не краљевску. Краљ Франсоа I је јавно истицао своју претензију да је цар Цариграда све до 1532. године. Тек када је краљ Шарл IX 1566. године дошао крај царској претензији кроз правила застаревања, као директан резултат застаревања или недостатка употребе. Краљ Шарло IX је написао да царска византијска титула „није угледнија од титуле краља, што звучи боље и слађе“.

### Каснији живот и смрт
Неуспех планова крсташког рата поново је оставио деспота Андреја без новца. Бискуп Жак Волатеранус је писао о лошем спектаклу који су деспот Андреј и његова пратња приредили у Риму, обучени у крпе уместо у љубичасте и свилене одежде које је раније увек носио. Ипак, деспот Андреј је остао утицајна личност у Риму до своје смрти. Заузимао је истакнуту позицију у блиском кругу папе Александра VI, у једном тренутку био је део папине коњичке почасне гарде, пратећи угледне госте који су посећивали град. 11. марта 1501. године, деспот Андреј је истакнуто учествовао у церемонијалном уласку амбасадора из Литваније у град. Наставио је да инсистира на својој истакнутости, у једном тренутку дошавши у сукоб са Чезареом Борџијом, ванбрачним сином папе Александра VI, због тога. Деспот Андреј се такође састао са многим другим претендентима на некадашње византијске територије у својим каснијим годинама, као што су деспот Карло III Токо (претендент на деспотовину Епир) и кнез Константин Аријанити (претендент на титулу „кнез Македоније“).
Деспот Андреј је умро сиромашан у Риму негде у јуну 1502. године. У свом тестаменту, написаном 7. априла исте године, још једном се одрекао свог права на царску титулу, овог пута је предао краљу Фернанду II од Арагона и краљици Изабели I од Кастиље, означивши њих и њихове наследнике као своје универзалне наследнике. Одлука да се титула додели Шпанцима вероватно је направљена због недавних шпанских успеха у освајању Гранаде (1492. године) и Кефалоније (1500. године). Апелујући на шпанске монархе помињући традиционалне титуле које је арагонска круна носила у Грчкој (војвода од Атине и војвода од Неопатре), Андреј се надао да ће Шпанци покренути крсташки рат са својих поседа у Апулији, Калабрији и Сицилији, освојивши Пелопонез пре него што крену ка Тракији и Цариграду. Ни краљ Фернандо II ни краљица Изабела I, нити било који следећи шпански монарх, никада нису користили ту титулу. Андрејевој удовици деспини Катерини папа Александар VI је дао 104 дуката да покрије трошкове његове сахране. Сахрањен је са почастима у базилици Светог Петра, поред свог оца деспота Томе. Пошто су деспот Андреј и деспот Тома сахрањени у Риму, њихови гробови су преживели уништење и уклањање гробница царева Палеолога у Цариграду током раних година османске владавине, али савремени напори да се њихови гробови пронађу унутар базилике нису успели.

## Могући потомци
Изузев претензија француских краљева, које је деспот Андреј сматрао неважећим, и претензија каснијих превараната и фалсификатора, деспот Андреј је био последњи претендент на престо византијског цара. Верује се да није оставио потомке. Према Доналду Николу у делу „Бесмртни цар“ (1992), могуће је да је Константин Палеолог, који је био запослен у Папској гарди као командант, био син деспота Андреја. Забележено је да је Константин умро 1508. године, само шест година након деспота Андреја. Руски извори приписују деспоту Андреју ћерку по имену Марија Палеологина, која се не помиње у западним изворима, а коју је њена тетка (Андрејева сестра) велика кнегиња Софија удала за руског племића кнеза Василија Михајловича, кнеза Вереје. Римски епитаф из 1487. године одаје почаст „Lucretiae Andreae Paleologi filiae“ („Лукреција, ћерка Андреја Палеолога“), која је преминула 2. септембра 1487. године, али пошто је описано да је умрла у 49. години живота, није могла бити ћерка будућег деспота и цара Андреја Палеолога.
Дана 17. јула 1499. године, Лудовико Сфорца, војвода од Милана, известио је да је послао „Дон Фернанда, сина деспота Мореје, нећака господара Константина [Аријанита, гувернера Монферата], Турчину са пет коња“, вероватно у дипломатској или шпијунској мисији. Овај Фернандо је можда био још један син деспота Андреја, и иако је Фернандо заправо усвојио титулу деспота Мореје након Андрејове смрти, чини се да је имао релативно мали утицај на историју, било зато што није био вољан да игра истакнуту улогу или зато што је можда био ванбрачно дете, што би га ометало. Константин Аријанит, генеалогијски неповезан са Андрејем, такође је полагао право на титулу деспота Мореје неколико месеци након Андрејеве смрти. Један од Андрејевих наследника као претендент на место деспота Мореје покренуо је проблеме протокола када је 1518. године позвао папу Лава X да постане кум његовог сина Ђованија Мартина Леонарда, а такође је позвао десет кардинала на крштење.
Теодор Палеолог, који је живео у Корнволу у XVII веку и тврдио да потиче од деспота Томе Палеолога преко иначе непотврђеног сина по имену Јован, могао би бити потомак деспота Андреја, али његово порекло је неизвесно. Теодоров последњи забележени потомак био је Годскал Палеолог, који је нестао из историјских записа крајем XVII века. Крајем XVI века, теолог по имену Јаков Палеолог, пореклом са Хиоса, постао је доминикански фратар у Риму. Јаков је путовао по Европи, хвалећи се својим пореклом и тврдећи да је унук деспота Андреја Палеолога, преко наводног сина по имену Теодор. Јаковљеви све више хетеродоксни ставови о хришћанству на крају су га довели у сукоб са римском црквом; спаљен је као јеретик 1585. године. Јаков је имао најмање троје деце, ћерку Деспину, сина Теодора и најмање још једно дете чије име није познато, иако се о већини њих мало зна. Јаковљев син Теодор је живео у Прагу 1603. године и себе је називао правим чланом старе царске породице и „принцом Лакедемоније“, иако су га власти у Прагу осудиле као фалсификатора.

## Наслеђе и анализа
Каснији историчари су углавном видели деспота Андреја у негативном светлу. Шкотски историчар Џорџ Финли је 1877. године написао о судбини деспота Андреја да она „тешко да заслужује пажњу историје, да човечанство не гаји морбидну радозналост у вези са судбином најбезвреднијих принчева“. Према Џонатану Харису, који је 1995. године понудио повољнији поглед на Андреја, он се обично карактерише као „морални и екстравагантни плејбој који је проћердао своју великодушну папску пензију на раскалашан живот и на крају умро у сиромаштву“. Супротно његовом типичном приказу, који је сматрао „никако сасвим праведним“, Харис је веровао да би било погрешно одбацити деспота Андреја као фусноту у историји.
Андрејев углед је можда био нарушен поступцима његовог оца деспота Томе, чији су сукоби са његовим братом деспотом Димитријем II (Андрејевим стрицом) омогућили Османлијама да освоје Мореју. Свађа између његовог оца и стрица није имала никакве везе са деспотом Андрејем, који је имао само седам година када су он и његова породица побегли у изгнанство. Финансијска ситуација Палеолога од 1470-их до 1490-их морала је бити сматрана несигурном да би деспот Андреј продао своје титуларне претензије, а Манојло да путује Европом у нади да ће се запослити и на крају стићи до Османлија у Цариграду. Само један савремени аутор и аутор генерације која је следила после двојице браће кривицу за њихове финансијске тешкоће приписао је деспоту Андреју. Пишући 1538. године, Теодор Спандунес је тврдио да је Андрејев брат Манојло био бољи у сваком могућем погледу, а пишући 1481. године, Герарди да Волтера је навео да је Андрејев финансијски положај последица његовог прекомерног препуштања „вођењу љубави и задовољствима“. Ову негативну процену поновили су многи савремени историчари, али Харис сматра да она има минималну основу.
Да би се деспот Андреј додатно негативно представио, готово сваки савремени извештај о његовом животу помиње његов брак са Катерином 1479. године, која се често приказује у посебно негативном светлу. Историчар Стивен Рансиман је познато описао као „даму са римских улица“ и она се обично идентификује као проститутка. Поред његове финансијсе пропасти, женидба проститутком је још једна тачка која се често користи против Андреја. Позната је само из једног примарног извора, књига „Introitus et Exitus“ Апостолске камере, које помињу само њено име, што значи да су њена професија и друштвени положај непознати. Чак ни савремени критичари деспота Андреја, да Волтера и Спандун, је не помињу. Најранији помен Катерининог „лошег карактера“ је из дела византинисте Шарла ди Френа, сјера ди Канжа из XVII века, што значи да се приче о Катарини морају сматрати непоткрепљеним усменим предањем. Идеја коју је изнео византиниста Дионисије Закитинос у свом делу из 1932. године „Le despotat grec de Morée“ (1262–1460) да је Андрејев брак са „проститутком“ Катерином био узрок смањења његове пензије од стране папства је очигледно погрешна; папа Сикст IV је чак 1479. године унапред исплатио Андреју двогодишњу пензију, вероватно да би покрио трошкове Андрејевог путовања у Русију.
Иако је могуће да је деспот Андреј заиста живео екстравагантним животом, вероватнији узрок његовог сиромаштва је стално смањење пензије коју му је исплаћивало папство. Иако су папе на први поглед биле великодушне према Палеолозима, обезбеђујући им смештај и новац, њих није било толико колико су неки историчари тврдили. Папе су делимично одговорне за ширење ове идеје. На пример, папа Сикст IV је забележио своју великодушност према Палеолозима на фрескама Оспедале ди Санто Спирито у Сасији. Један од мурала приказује папу Сикста IV са захвалним деспотом Андрејем који клечи пред његовим ногама. Деспот Андреј није, како се обично наводи, расипао огромне суме папског новца; месечна пензија од 300 дуката, која је првобитно дата његовом оцу деспоту Томи, смањила се на само 50 дуката до 1492. године.
Историчари су углавном одбацили експедицију из 1481. године против Османлија као још један доказ његове неспособности. Рансиман је отишао толико далеко да је тврдио да је деспот Андреј „проћердао“ новац који је донирао папа и користио га у „друге сврхе“. Иако се експедиција никада није догодила, нема разлога да се верује да деспот Андреј није био озбиљан у вези с тим. Чињеница да је деспот Андреј заиста путовао у Бриндизи сугерише да је намеравао да поведе експедицију ради обнове царства. Упркос томе што се кампања није остварила, спроведене припреме показују да деспот Андреј није проводио време у Риму искључиво у потрази за задовољством.
Иако није умро богат, уобичајена тврдња је да је Андреј умро без икаквог новца. Ова идеја потиче од чињенице да је Андрејевој удовици, деспини Катарини, папа Александар VI дао новац за сахрану. Међутим, такве донације нису биле ретке нити нужно указују на сиромаштво. Сахрану 1487. године још једног краљевског изгнаника, краљице Шарлоте са Кипра, такође је платио папски кабинет, и нема записа да је описана као екстравагантна или сиромашна. Деспот Андреј је сахрањен са почастима у базилици Светог Петра, што сугерише да је барем задржао неки индивидуални статус.
Харис је сматрао да је Андрејево изгнанство у Риму наставак и крајњи неуспех политике коју су Палеолози водили више од једног века. Као што су то чинили и Палеолози пре њих, и деспот Тома и Андреј су наставили да се држе крајње неуспешног плана обезбеђивања папске помоћи за велику кампању поновног освајања и обнове. На крају крајева, Андрејев живот није био велики успех, а његови снови о обнови Византијског царства били су уништени сталном потребом да прикупља средства за издржавање себе и свог домаћинства. Његова тешка ситуација није била његова кривица, и иако је деградација папске подршке најдиректнији узрок његових тешкоћа, неуспех је на крају био у самој политици Палеолога да траже помоћ на Западу. Цареви су усвојили ову политику јер је њихова ситуација у XIV и XV веку нудила мало других опција. Држали су се ње иако је мало помоћи икада стизало, упркос многим обећањима. Чињеница да је Запад на крају био немоћан да помогне Византији била је фактор у паду царства и осигурала је да се деспот Андреј никада није вратио у своју домовину.